# 쿠르트 마르티 발레니우스

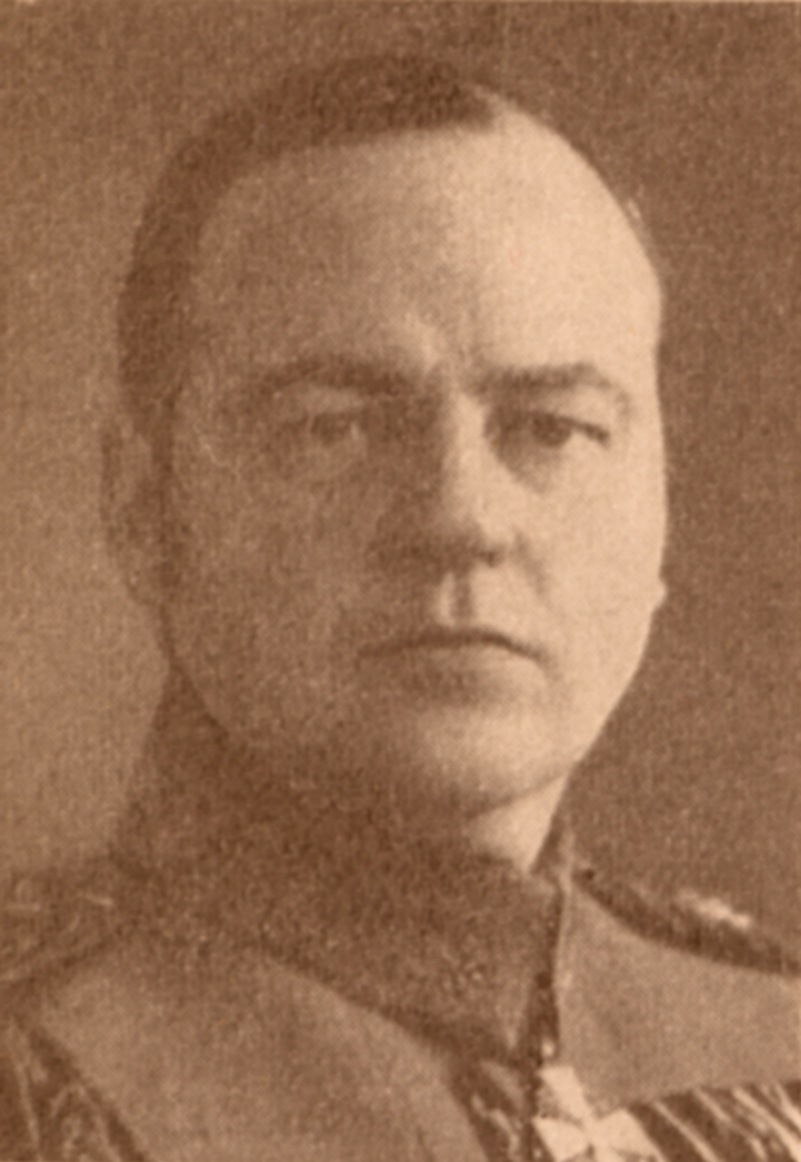

쿠르트 마르티 발레니우스(핀란드어: Kurt Martti Wallenius: 1893년 7월 25일 쿠오피오-1984년 5월 3일 헬싱키)는 핀란드의 군인이다. 1925년-1930년 핀란드군 총참모장을 역임했다.
엽병운동에 참여해 1915년 독일 제국으로 건너가 훈련을 받고 왕립 프로이센 제27엽병대대에 배속되어 미사강 전투에 참여했다.
핀란드로 귀국한 발레니우스는 핀란드 내전에 백군 측으로 참전했다. 테르볼라와 토르니오에서 1개 소대를 지휘했다. 이 때 라플란드에서 알렉시 히흐나바라를 만나 친구가 되었다. 그 뒤 쿠올라얘르비와 쿠사모 부근의 부대들을 지휘하는 사령관이 되었다. 1918년 3월 비에나 원정 때 북부집단 사령관이 되었으나 동카리알라를 핀란드령으로 합병한다는 목표 달성에는 실패했다. 1920년 5월의 제2차 페차모 원정에도 참여했다.
내전이 마무리된 뒤 핀란드 서북부의 살라 연대와 라피 제1국경경비연대 연대장을 역임했다. 1920년대에 베를린 주재무관을 지냈다.
1930년 소장으로 진급했다. 같은 해 전 대통령 카를로 유호 스톨베리를 파시스트들이 납치한 스톨베리 납치사건이 일어나자 거기 연루되었다는 의혹으로 불명예 전역했다. 1930년대에 발레니우스는 우익 활동에 활발히 참여하면서 라푸아 운동의 서기장까지 지냈고, 맨챌래 반란을 일으켰다가 체포되어 1년여간 수감되었다.
겨울전쟁이 일어나자 군에 복직하여 라피 집단 사령관으로 임명되었다. 발레니우스는 중과부적의 상황에서 압도적인 수의 소련군을 살라와 페차모에서 격퇴했다. 라피 전선이 교착된 1940년 2월, 라피 집단 사령관이 에른스트 린데르로 교체되었고 발레니우스에게는 비푸리만을 건너오는 소련군을 막으라는 임무가 주어졌다. 발레니우스는 이것이 자신의 지난 과오 때문에 받는 징벌적 인사라고 여기고 반발했다. 발레니우스는 임무에 실패하고 소련군이 비푸리만 서해안에 교두보를 마련하게 되었다. 여기에 발레니우스가 술에 취해 있었다는 보고까지 올라가면서 1940년 3월 불명예 전역했고 장교 명단에서도 제명되었다. 후임자로는 카를 레나르트 외슈 중장이 임명되었다.
계속전쟁 때는 복직에 실패했다. 로바니에미에서 책이나 쓰며 여생을 보냈다.

## 참고 자료
- Puolustusministeriön Sotahistoriallisen toimiston julkaisuja IV, Suomen jääkärien elämäkerrasto, WSOY Porvoo 1938. (핀란드어)
- Sotatieteen Laitoksen Julkaisuja XIV, Suomen jääkärien elämäkerrasto 1975, Vaasa 1975 ISBN 951-99046-8-9. (핀란드어)